# Société anonyme du Charbonnage de Belle-Vue à Saint-Laurent

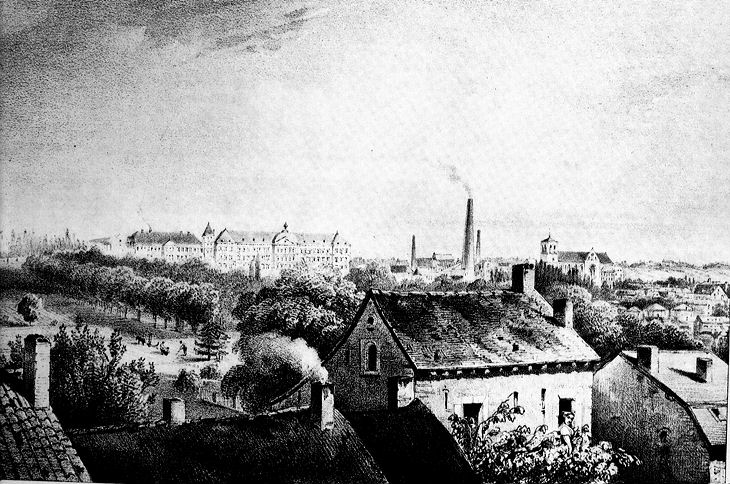
Gravure de 1839. On remarque entre l'Abbaye Saint-Laurent à gauche et la Basilique Saint-Martin à droite, la cheminée du Charbonnage de Belle-Vue.

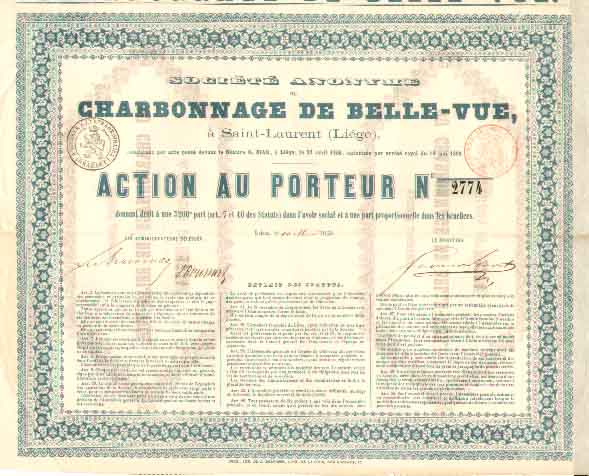
Action de l'ancien Charbonnage de Belle-Vue à Saint-Laurent.

La Société anonyme du Charbonnage de Belle-Vue à Saint-Laurent est une ancienne société charbonnière de la région de Liège, dont la concession se situait sur le territoire de Liège, proche du centre-ville et en rive gauche de la Meuse, sous les quartiers de Saint-Laurent, Saint-Christophe, Jonfosse et Publémont,.
La concession se trouvait au nord de celle du Charbonnage de La Haye et au sud et à l'ouest de celle des Charbonnages de Bonne-Fin et Bâneux.

## Histoire
Une demande en concession à Saint-Laurent fut introduite le 31 décembre 1811 par un groupe d'investisseurs, dont Joseph-Frédéric Braconier. Elle fut accordée le 1er janvier 1826 pour une superficie totale de 54 ha 4 a et 50 ca, ce qui en faisait l'une des plus petites concessions de la région. Une extension de 3 ha 69 a lui fut cependant accordée le 30 juillet 1844.
L'entreprise adopta le statut de société anonyme le 27 avril 1859.
La liquidation de l'entreprise fut décidée par l'assemblée générale des actionnaires le 12 avril 1882. La concession ne fut pas reprise.

## De nos jours
La concession était exploitée par une fosse située sur le site de l'actuelle école Institut Saint-Laurent.

## Géolocalisation approximative des anciens sites d'exploitation[1]
- Siège administratif : 50° 38′ 36″ N, 5° 33′ 42″ E
  - Belle-Vue : 50° 38′ 36″ N, 5° 33′ 42″ E

## Sources
- André De Bruyn, Anciennes Houillères de la région liégeoise, Liège, Dricot, 1988, 208 p. (ISBN 2-87095-058-6)
- Société anonyme du Charbonnage de Belle-Vue à Saint-Laurent - gosson.be
- Claude Gaier, Huit siècles de houillerie liégeoise, histoire des hommes et du charbon à Liège, Liège, Éditions du Perron, 1988, 261 p. (ISBN 2-87114-031-6)
- Le charbonnage de Belle-Vue, à Saint-Laurent